# Eublemma irresoluta
Eublemma irresoluta là một loài bướm đêm trong họ Erebidae.